# Pai Mei
Pai Mei (Chinês: 白眉; Wade-Giles: Pai Mei; pinyin: Bái Méi; literalmente, Sobrancelha Branca. Bak Mei é a pronúncia cantonesa.) é considerado um dos lendários "Cinco Velhos" - os sobreviventes da destruição do Mosteiro Shaolin pela dinastia Qing (1644–1912). Ainda segundo a lenda, Pai Mei teria traído o mosteiro para beneficiar o governo imperial manchu. Seu nome também denomina um estilo sulista de kung fu. Pai Mei foi retratado em vários filmes de Hong Kong, como The Shaolin Avengers (1976), Executioners from Shaolin (1977), Abbot of Shaolin (1979), Shaolin Rescuers (1979) e Clan of the White Lotus (1980), bem como no filme estadunidense Kill Bill: Volume 2 (2004).

## A lenda
Os manchus conquistaram a China em 1644, derrubando a dinastia Ming. Como parte da campanha para pacificar a China, os manchus atacaram alguns mosteiros Shaolin. O líder do templo Shaolin, Hong Mei (Sobrancelha Vermelha), morreu, deixando seu posto para Chi Thien Su, também conhecido como Jee Sin, um dos Cinco Grandes Mestres de Kung-fu. Segundo a lenda, Chu Long Tuyen, que viria a ser conhecido como Pai Mei, não aceitou isso, pois acreditava que Chi Thien Su serviria a corrupta dinastia Ming. Pai Mei teria preferido servir a dinastia Qing invasora. Então, em 1647, teria ocorrido o ataque ao mosteiro Shaolin em Quanzhou, na província de Fujian. Algumas versões dizem que o mosteiro se localizava na província de Henan. Os Cinco Velhos de Shaolin teriam sobrevivido ao ataque, e Chi Thien Su teria fundado um novo mosteiro na Montanha dos Nove Lotos, também na província de Fujian. Depois que Pai Mei se recusou a revelar seu real nome por medo de represálias contra sua família, o abade do mosteiro teria oficializado seu nome como Pai Mei (Sobrancelha Branca). De acordo com algumas versões, Pai Mei teria traído a dinastia Ming neste momento, revelando os planos contra a dinastia manchu ao imperador manchu Shunzhi. Depois da destruição do templo pelos manchus, Pai Mei teria estudado taoismo. Pai Mei então teria liderado um ataque contra os manchus, mas, tendo suas tropas sido capturadas, teria sido forçado a liderar 50 000 soldados manchus na segunda destruição do templo Shaolin, em Henan, para que seus soldados que haviam sido capturados não fossem torturados e mortos. Neste ataque, Pai Mei teria vencido Chi Thien Su, quebrando seu pescoço. 
Conta-se que Pai Mei foi um dos únicos cinco sobreviventes do incêndio do monastério Shaolin, provocado pelos manchus em 1768. Muito provavelmente, o monge Pai Mei (também conhecido como Pak Mei, em Cantonês) é um dos vilões mais notórios das artes marciais, apontado como o culpado por uma das maiores tragédias de toda a história do kung fu, quando teria traído o templo Shaolin do Sul. Existem diversas lendas que apresentam Pai Mei como um dos responsáveis pela destruição do monastério Shaolin, enquanto outras dizem que ele decidiu permanecer numa posição de neutralidade durante a revolta contra o regime Qing, e que um dos seus discípulos, um famoso lutador, foi contratado pelos manchus para caçar e matar os monges rebeldes. 
Outra versão diz que Pai Mei foi capturado pelos manchus e, temendo por sua vida, decidiu unir-se a eles, ajudando uma tropa manchu a se infiltrar no templo. Depois disso, o monastério teria sido reduzido a cinzas num grande incêndio, deixando, como saldo, alguns poucos sobreviventes. Outra versão diz que o traidor do mosteiro teria sido Ma Ning-Yee. Outra versão diz que ambos, Pai Mei e Ma Ning-Yee, teriam traído o templo, talvez com a ajuda de Fung Do-Duk. Outra versão diz que Bak Mei era o apelido de Ma Ning-Yee ou Fung Do-Duk. Porém, de acordo com o mestre Chou Deji, de Foshan, descendente direto de Pai Mei, seu ancestral nada teve a ver com o incêndio de 1768 e esta história errônea teria sido propagada pelo povo, o que fez com que o estilo de kung fu desenvolvido e ensinado por Pai Mei tivesse praticamente desaparecido do conhecimento público, já que os seus praticantes eram considerados como traidores, sendo constantemente perseguidos. Por tudo isso, considera-se que a história dos Cinco Velhos de Shaolin não tem base histórica, e provém das novelas wuxia, como Wan Nian Qing , e da mitologia de organizações anti-Qing, como a Sociedade do Céu e da Terra, que proliferavam na China do início do século XIX. 
Verdadeira ou não, a reputação de traição de Pai Mei provocou uma animosidade real entre os praticante do estilo Pak Mei de kung-fu e os praticantes de estilos que teriam sido traídos por Pai Mei. De acordo com alguns praticantes do estilo Pak Mei, Pai Mei não teria traído o mosteiro, teria apenas se recusado a participar da rebelião contra a dinastia Qing. Outra versão diz que Pai Mei teria sido banido ao testar seu estilo contra alguns monges e matado estes. Alguns praticantes do estilo Pak Mei ainda consideram que a reputação de Pai Mei de ter matado monges shaolin significaria uma superioridade do estilo em relação ao estilo shaolin.

## O estilo Pak Mei dekung-fu
Se caracteriza por golpes poderosos com a mão a curta distância. É regido por quatro princípiosː Fou (flutuar), Chum (afundar), Tun (engolir) e Tou (cuspir), característicos dos estilos sulistas de kung-fu e do caratê. O estilo se baseia nos movimentos do tigre. A tradição do estilo remete ao monte Emei, onde Pai Mei teria transmitido o estilo ao monge zen Gwong Wai, que, por sua vez, teria transmitido a arte ao monge zen Juk Faat Wan e ao taoista Fung Fo. Este teria passado a arte a Lau Siu-Leung, que estabeleceu a linhagem do estilo em Foshan.

### Lista de formas do estilo pak mei
- 直步標指 - Jik Bou Biu Ji
- 十字拳 - Sup Ji Kuen (Sek Si)
- 石獅拳 - Sek Si Kuen (Sup Ji)
- 三門八卦 - Saam Mun Baat Gwa Kuen
- 四門八卦 - Sei Mun Baat Gwa Kuen
- 九步推 - Gau Bou Tui
- 鷹爪黏橋 - Ying Jow Lim Kiu
- 金剛拳 - Gam Gong Kuen (criado por Chan Gwok Wah, da quinta geração)
- 地煞拳 - Dei Saat Kuen
- 十八摩橋 - Sap Baat Moh Kiu
- 猛虎出林 - Maang Fu Chut Lam
- 五行摩 - Ng Hang Moh

## No cinema
Costuma ser retratado como um indivíduo de temperamento forte, impiedoso, brutal e com o mínimo de compaixão e respeito pela vida humana.
Sua primeira aparição se deu no filme "Vingadores de Shaolin", de 1976 (título original: The Shaolin Avengers - Fang Shih Yu yu Hu Hui Chien) dirigido por Cheh Chang, interpretado por Hui Lou Chen. Pai Mei tornou-se um ícone da cultura pop depois de sua grandiosa participação em Kill Bill, de Quentin Tarantino, interpretado por Gordon Liu (ou Jia-hui, ou ainda Lau Kar-fai, em cantonês).